# Place Édouard-Renard
La place Édouard-Renard est une voie située dans le quartier du Bel-Air du 12e arrondissement de Paris.

## Situation et accès
La place Édouard-Renard est accessible à proximité par les lignes de métro 8 et tramway 3a à la station Porte Dorée.

## Origine du nom
Elle porte le nom du gouverneur général de l'Afrique-Équatoriale française et préfet de la Seine, Édouard Renard (1883-1935), en raison de la proximité du musée des Colonies devenu actuellement la Cité nationale de l'histoire de l'immigration,.

## Historique
Ancienne partie de l'avenue Daumesnil, la place a été créée en 1932 dans le cadre de l'aménagement de la porte Dorée à la suite de l'exposition coloniale de 1931. Elle prend son nom actuel en 1935 et la France lui a rendu hommage le mois suivant son décès en avril la même année.
En 1987, le terre-plein central accueillant la fontaine est individualisé de la place et prend le nom de « square des Anciens-Combattants-d'Indochine ».

## Bâtiments remarquables et lieux de mémoire
- Le Palais de la Porte Dorée abritant la Cité nationale de l'histoire de l'immigration.
- La statue d’Athéna de Léon-Ernest Drivier et la grande cascade réalisée par Louis Madeline. La statue et la pièce d’eau sont situées sur le terre-plein central de la place, qui a reçu le nom de « square des Anciens-Combattants-d'Indochine » en 1987[6].
- Accès au square Van-Vollenhoven.
- Accès au bois de Vincennes et à la pelouse de Reuilly.

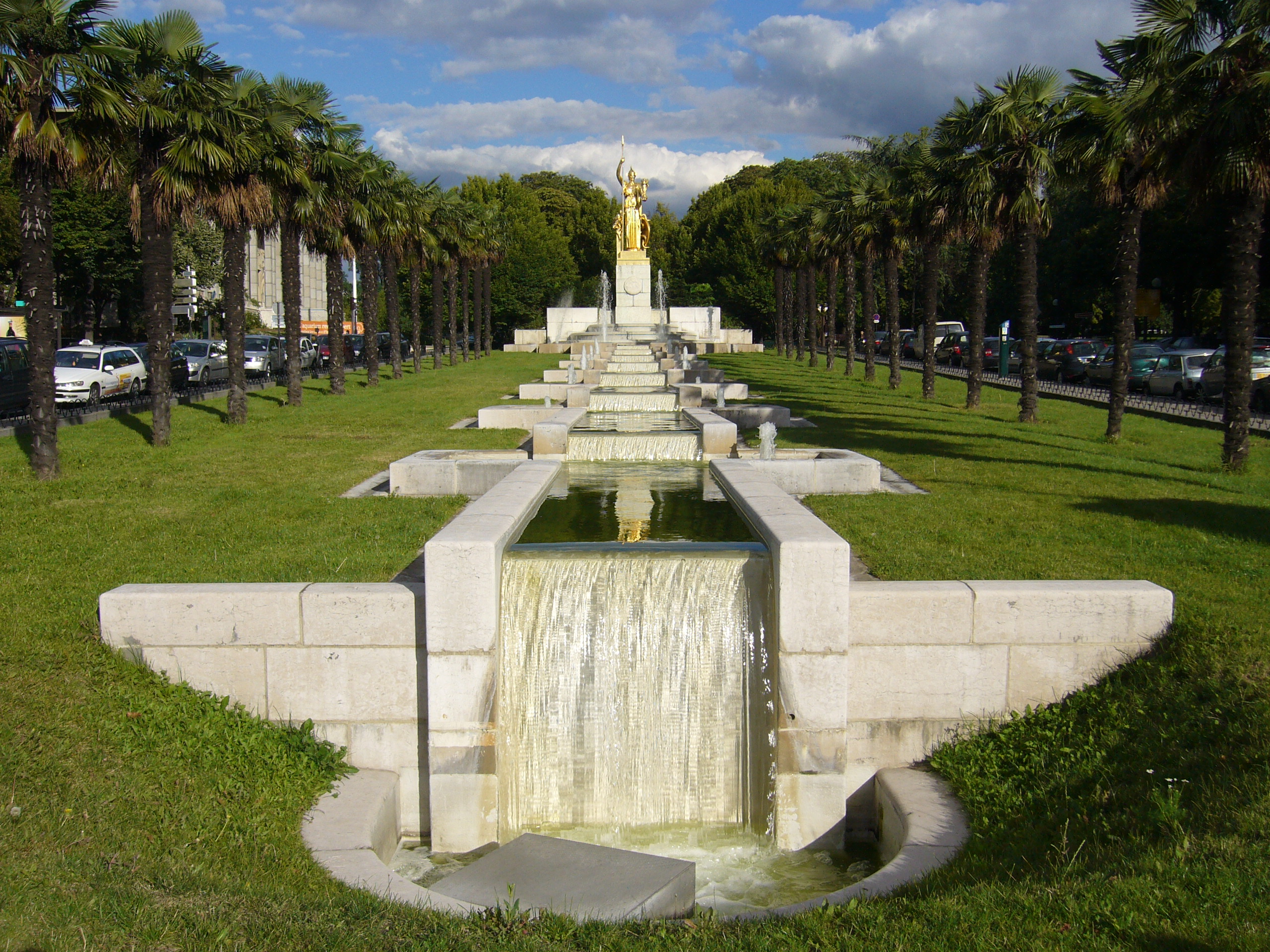
La place avec le square des Anciens-Combattants-d'Indochine, la pièce d’eau et la statue d’Athéna.